# Нижнее Азяково
Нижнее Азяково (мар. Ӱлыл Озакъял) — деревня в Медведевском районе Марий Эл Российской Федерации. Входит в состав Азяковского сельского поселения.
Численность населения — 31 человек (2021 год).

## География
Располагается в 12 км от административного центра сельского поселения — деревни Среднее Азяково.

## История
Впервые упоминается в 1610 году. В списках селений Царевококшайского уезда 1795 года поселение называлось выселком Семенкансола (Нижнее Азяково).
В 1919 году была создана Нижнеазяковская трудовая артель по разработке лесных материалов. В 1931 году организована сельхозартель «1 Мая».

## Население
| 2010 | 2013 | 2014 | 2016 | 2018 | 2021 |
| ---- | ---- | ---- | ---- | ---- | ---- |
| 38   | ↘34  | ↗37  | →37  | →37  | ↘31  |

Национальный состав на 1 января 2014 г.:
| Национальность | Численность, чел. | Доля    |
| -------------- | ----------------- | ------- |
| всего          | 37                | 100,0 % |
| Марийцы        | 20                | 54,1 %  |
| Русские        | 16                | 43,2 %  |
| другие         | 1                 | 2,7 %   |

## Описание
Улично-дорожная сеть деревни имеет грунтовое и щебневое покрытие. Централизованное водоснабжение и водоотведение отсутствует. Деревня не газифицирована..